# 1302

## أحداث
- نهاية ثورة صلاة الغروب الصقلية في 1302 والتي بدأت في 1282.
- 27 يوليو:انتصار العثمانيين بمعركة بافيوس (1302م) تحت قيادة عثمان الأول ضد الجيش البيزنطي، وتعد أول معارك الدولة العثمانية .[1][2][3]

## وفيات
- 19 يناير:وفاة الحاكم بأمر الله الأول الخليفة العباسي في القاهرة